# Orchitis
Orchitis of orchiditis is een ontsteking van de testes. Orchitis wordt veelal veroorzaakt door SOA's als chlamydia en gonorroe. Bij het doormaken van de bof door jongens vanaf de puberteit is orchitis een veel geziene complicatie.
Symptomen die daarbij op kunnen treden zijn:
- Bloed in het ejaculaat
- Hematurie (bloed in de urine)
- Hevige pijn
- Zichtbare zwelling van (een van de) testikels en lymfeknopen aan de ontstoken zijde.